# トーマス・ロブ
トーマス・ロブ（Thomas Lobb、1820年 – 1894年4月30日）は、イギリスの園芸家、プラントハンターである。園芸商、ヴィーチ商会のためにアジアで植物収集を行った。兄のウィリアム・ロブもヴィーチ商会のプラントハンターとして知られる。コチョウラン属（Phalaenopsis）の Phalaenopsis lobbiiをヒマラヤ東部の海抜1500ｍの高原で発見し、学名にロブの名前がつけられている。

## 略歴
イングランドのコーンウォールのウエイドブリッジ近くで育った。父親はチャールズ・レモン卿の邸宅の大工や猟場管理人をしていた。兄弟はレモン卿の温室で下働きした。13歳でヴィーチ商会で働きはじめ、1940年にプラントハンターとして働いていた兄の薦めでトーマスもプラントハンターとして働くことになった。
1843年から1847年に最初の植物採集の旅を行い、シンガポール、ペナン、マレーシアの熱帯雨林を訪れた。ヴィーチ商会にしばらく戻り、1848年末から1853年にサラワク、フィリピン、ビルマ、インド、ネパールを訪れた。三度目の旅は1854年から1857年にジャワを訪れた。4回目の旅は1858年から1860年で北ボルネオ、ビルマ、スマトラ、フィリピンを訪れ、この採集旅行で足を切断することになる負傷をした。
1860年に足の負傷の補償などの問題でヴィーチ商会をやめて、コーンウォールのデボランで引退生活を送ってデボランで没した。
Toby Musgraveらの著書、"The Plant Hunters: Two Hundred Years of Adventure and Discovery Around the World"によれば、トーマス・ロブが採集した主な植物は以下である。
- Phalaenopsis amabilis - ジャワ、フィリピンなどの熱帯雨林のラン
- Nepenthes sanguinea - 、ウツボカズラ科のマレーシアの種
- Nepenthes albomarginata - ボルネオのウツボカズラ
- Aerides rosea - インド、ベトナム、中国のラン
- Aerides multiflora - インドのラン
- Vanda caerulea -　ビルマ、タイ、インドの青いラン
- Vanda tricolor - ジャワのラン
- Rhododendron veitchianum - ビルマなどのツツジ科の植物

ファレノプシス・ロビーの他、マメヅタラン属のラン科植物、バルボフィラム・ロビー (Bulbophyllum lobbii) にもロビーの名前がつけられている。